# Noam Elkies

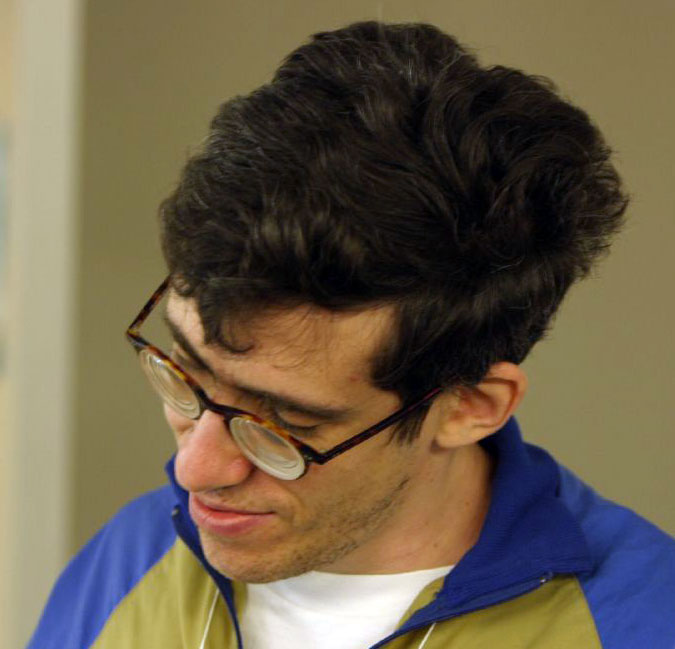
Noam Elkies 2005

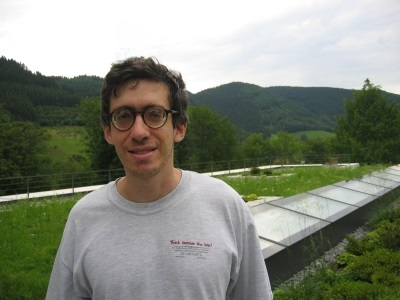
Noam Elkies 2007

Noam David Elkies (* 25. August 1966 in New York City) ist ein US-amerikanischer Mathematiker, der sich mit Zahlentheorie und Kombinatorik beschäftigt, und ein Schachkomponist.

## Leben
1981 gewann er eine Goldmedaille bei der 22. Internationalen Mathematik-Olympiade, mit der maximal möglichen Punktzahl von 42, einer der jüngsten Teilnehmer, die das geschafft haben. Elkies gewann noch als Vordiplom-Student (Undergraduate) dreimal die Putnam Fellowship, zuerst 1982 mit nur 16 Jahren. Er promovierte 1987 in Harvard bei Barry Mazur und Benedict Gross mit Supersingular primes of a given elliptic curve over a number field. 1990 wurde er Assistenzprofessor in Harvard, wo er 1993 eine volle Professur erhielt (mit 26 Jahren, wodurch er den vorherigen Rekord des Juristen Alan Dershowitz einstellte). 1991 erhielt Elkies den NAS Award for Initiatives in Research. 2017 wurde er in die National Academy of Sciences gewählt.

## Mathematik
In seiner Dissertation bewies er, dass es zu jeder elliptischen Kurve E über den rationalen Zahlen unendlich viele supersinguläre Primzahlen gibt („supersingulär“ heißt in diesem Fall, dass E modulo p betrachtet eine supersinguläre elliptische Kurve über dem endlichen Körper {\displaystyle \mathbb {F} _{p}} ist, das heißt eine elliptische Kurve mit außergewöhnlich großer Anzahl Endomorphismen).
1988 gab er ein Gegenbeispiel für eine Vermutung von Euler über Potenzsummen ganzer Zahlen. Dieser behauptete, dass falls
{\displaystyle \sum _{i=1}^{n}a_{i}^{k}=b^{k}}
{\displaystyle n\geq k} sein müsste. L. J. Lander und T. R. Parkin hatten schon 1966 ein Gegenbeispiel für k=5 gegeben, Elkies gab eines für k=4 (1988 fand Roger Frye mit Computermethoden, die auf Elkies Arbeit beruhen, eine kleinere Lösung).
Etwa gleichzeitig mit Tetsuji Shioda entwickelte er 1990 die Theorie der Mordell-Weil-Gitter, die die Mordell-Weil-Gruppe (Gruppe rationaler Punkte einer elliptischen Kurve oder abelschen Varietät über einem globalen Körper) als Gitter behandelt.
Elkies arbeitete auch über numerisch/algorithmische Probleme der Zahlentheorie elliptischer Kurven, wichtig insbesondere für kryptographische Anwendungen. Mit A. O. L. Atkin verbesserte er den Algorithmus von Schoof zur Bestimmung der Anzahl rationaler Punkte auf elliptischen Kurven.
Elkies ist ein Knobelspiel-Fan und arbeitete auch auf dem Gebiet kombinatorischer Spiele. Weiter ist er bekannt für die Entdeckung vieler neuer interessanter Konfigurationen in John Conways Spiel Life. Auf dem Gebiet der Kombinatorik arbeitete er u. a. über Gitter, Kugelpackungen und Codes.
Mit Michael J. Larsen, Greg Kuperberg und James Propp führte er Azteken-Diamante in die Kombinatorik ein.
1994 war er Invited Speaker auf dem Internationalen Mathematikerkongress in Zürich (Linearized algebra). 2004 erhielt er den Levi-L.-Conant-Preis.
2003 entwickelte er mit Henry Cohn obere Schranken für dichteste Kugelpackungen in verschiedenen Dimensionen durch Familien von Hilfsfunktionen, die insbesondere für d=8 (E8 Gitter) und d=24 (Leech-Gitter) zeigten, dass die betreffenden Gitter dichtesten Kugelpackungen sehr nahe kamen. Einen Beweis dafür veröffentlichte 2016 Maryna Viazovska.

## Schach
Elkies ist ein aktiver Studienkomponist und Großmeister im Lösen von Schachkompositionen. Er hat mehr als 40 Schachstudien komponiert. 1996 wurde er in Tel Aviv Weltmeister im Lösen von Schachaufgaben und Studien.
Vom Turnierschach zog er sich mit Anfang zwanzig zurück, nachdem er mit etwa 2260 Elo-Punkten die Norm für einen National Master (2200 Elo-Punkte) des US-Verbandes erfüllt hatte.
|   | a | b | c | d | e | f | g | h |   |
| 8 |   |   |   |   |   |   |   |   | 8 |
| 7 |   |   |   |   |   |   |   |   | 7 |
| 6 |   |   |   |   |   |   |   |   | 6 |
| 5 |   |   |   |   |   |   |   |   | 5 |
| 4 |   |   |   |   |   |   |   |   | 4 |
| 3 |   |   |   |   |   |   |   |   | 3 |
| 2 |   |   |   |   |   |   |   |   | 2 |
| 1 |   |   |   |   |   |   |   |   | 1 |
|   | a | b | c | d | e | f | g | h |   |

Lösung:

Um die Frage unter dem Diagramm beantworten zu können, ist mit einer Retroanalyse die Entstehungsgeschichte der gezeigten Stellung aufzuklären.
Weiß steht im Schach und anscheinend ist es Schachmatt. In diesem Fall hätte Schwarz gewonnen. Da der schwarze Bauer Schach bietet und der weiße König nicht flüchten kann, kann diesem Schach nur durch Schlagen des Bauern begegnet werden. Dieser Bauer jedoch könnte lediglich en passant durch den weißen Bauern f5 geschlagen werden. In diesem Fall wäre Schwarz matt und Weiß hätte gewonnen.
Notwendige Voraussetzung für das en passant-Schlagen ist der Doppelschritt des zu schlagenden Bauern im unmittelbar vorausgehenden Zug. Wegen des Schachgebots muss der g-Bauer zuletzt gezogen haben.
Der Partieausgang hängt davon ab, ob der Bauer von g7 oder von g6 nach g5 gezogen hat.
Diese Frage kann eindeutig entschieden werden, indem der letzte Zug von Weiß ermittelt wird.

## Musik
Elkies komponiert Musik und spielt Klavier, seit er drei Jahre alt ist. Er interessiert sich dabei für Anwendungen der Mathematik in der Musik. Einige seiner Stücke wurden auf Radiosendern in Israel und den Vereinigten Staaten ausgestrahlt.